# Никак 406
«Никак 406» — концертный альбом группы «Калинов Мост», записанный в московском клубе «А» 4 июня 1993 года и изданный год спустя. В переиздания Moroz Records и Real Records включена дополнительная композиция «Девка красная», начинавшая пластинку.

## Список композиций
Все песни написаны Дмитрием Ревякиным (кроме отмеченных).
| №   | Название                                                                          | Длительность |
| --- | --------------------------------------------------------------------------------- | ------------ |
| 1.  | «Девка красная bonus track» (ключён только в переиздания)                         | 3:23         |
| 2.  | «Набекрень голова»                                                                | 4:52         |
| 3.  | «Девочка летом» (музыка — Дж. Дж. Кейл)                                           | 4:36         |
| 4.  | «Колесо»                                                                          | 2:23         |
| 5.  | «Иволге петь» (музыка — Щенников)                                                 | 4:02         |
| 6.  | «Имя назвать»                                                                     | 6:02         |
| 7.  | «Улетай»                                                                          | 4:57         |
| 8.  | «В устье Лены»                                                                    | 3:32         |
| 9.  | «Пойдём со мной»                                                                  | 5:06         |
| 10. | «Тропы в Китай»                                                                   | 5:06         |
| 11. | «Плакать всерьез»                                                                 | 3:57         |
| 12. | «Попрощаться»                                                                     | 3:44         |
| 13. | «Вслед за мной»                                                                   | 5:22         |
| 14. | «Честное слово» (памяти Джима Моррисона) (музыка — Щенников, Смоленцев, Чаплыгин) | 8:58         |
| 15. | «Сансара»                                                                         | 6:18         |

## Участники записи
- Дмитрий Ревякин — акустическая гитара, вокал
- Василий Смоленцев — гитара
- Андрей Щенников — бас-гитара, вокал
- Виктор Чаплыгин — барабаны

## Отзывы
Обозреватели «Музыкальной газеты» и интернет-издания «Звуки.ру» раскритиковали альбом, сочтя звук некачественным, а исполнение — монотонным и лишённым энергичности. В то же время Екатерина Борисова сравнивает «Никак 406» с другим концертным альбомом «Покориться весне» в пользу первого. На страницах журнала «Fuzz» обозревательница пишет, что «„Никак“ собран, весел и ярок», и отмечает выразительную манеру исполнения вокалиста Дмитрия Ревякина и лидер-гитариста Василия Смоленцева.